# Zamarada collarti
Zamarada collarti is een vlinder uit de familie spanners (Geometridae). De wetenschappelijke naam van deze soort is voor het eerst geldig gepubliceerd in 1938 door Debauche.
De soort komt voor in tropisch Afrika.